# 江戸川区立南葛西小学校
江戸川区立南葛西小学校（えどがわくりつ みなみかさいしょうがっこう）は、東京都江戸川区南葛西にある公立小学校。

## 沿革
- 1979年（昭和54年）
  - 4月1日 - 開校。第四葛西小学校から児童378名移籍。
  - 11月21日 - 開校記念式典挙行。
- 1980年（昭和55年）
  - 3月6日 - 第二期工事が完了し、2階建て普通教室10教室増。
  - 5月7日 - PTA発足。
- 1981年（昭和56年）3月1日 - プレハブ3教室設置。
- 1982年（昭和57年）4月1日 - 南葛西第二小学校開校に伴い、本校から児童605名移籍。
- 1983年（昭和58年）9月1日 - フィールドアスレチック広場設置。
- 1987年（昭和62年）3月2日 - プレハブ3教室設置。
- 1988年（昭和63年）11月17日 - 開校10周年式典挙行。
- 1989年（平成元年）4月1日 - 南葛西第三小学校開校に伴い、本校から児童268名移籍。
- 1992年（平成4年）11月9日 - 夜間照明設置。
- 1999年（平成11年）10月27日 - 開校20周年記念式典挙行。
- 2009年（平成21年）10月28日 - 開校30周年記念式典挙行。
- 2011年（平成23年）9月30日 - 東側トイレ改装工事完了。
- 2012年（平成24年）9月30日 - 西側トイレ改装工事完了。
- 2014年（平成26年）3月31日 - プール改修完了。
- 2017年（平成29年）7月 - この月から11月まで、給食室改造工事実施。
- 2019年（令和元年）11月19日 - 開校40周年記念式典挙行。

## 教育目標
- 進んでくふうする子
- 思いやりのある子
- 健康でたくましい子

## 学校行事
| - 4月 - 始業式、入学式 - 5月 - 運動会 - 6月 - | - 7月 - 終業式 - 8月 - 始業式 - 9月 - 区水泳大会 | - 10月 - 区体育大会 - 11月 - 学芸会 - 12月 - 終業式 | - 1月 - 始業式 - 2月 - ウインタースクール - 3月 - 卒業式、修了式 |

## 委員会活動・クラブ活動
- 委員会
  - 理科、体育、集会、給食、飼育・栽培、代表、広報、図書、美化、放送、掲示、保健、ボランティア
- クラブ
  - 球技、パソコン、体つくり運動、将棋・オセロ、卓球、料理、バドミントン、数字・パズル、ドッヂビー、科学、陸上、造形・アニメ、ダンス、手芸、演劇

## 通学区域
出典
- 江戸川区
  - 南葛西3丁目（1番～5番、11番～17番、23番、24番）
  - 南葛西4丁目（1番～9番、15番～23番）
  - 南葛西5丁目（10番～16番）
  - 南葛西6丁目（1番～23番）

## 進学先中学校
出典
- 江戸川区立南葛西中学校（南葛西4丁目(15番～23番)、南葛西5丁目(10番～16番)、南葛西6丁目から通う児童の主な進学先）
- 江戸川区立南葛西第二中学校（上記南葛西中学校の通学区域を除く地区から通う児童の主な進学先）

## 交通
- 東京メトロ東西線葛西駅または西葛西駅より、都営バス 「なぎさニュータウン」行で、南葛西小学校前停留所下車。